# Джеймс Іга
Джеймс Іга (англ. James Yoshinobu Iha; яп. 井葉吉伸);нар. 23 березня 1968) — американський музикант, найбільш відомий як гітарист альтернативного гурту The Smashing Pumpkins.

## The Smashing Pumpkins

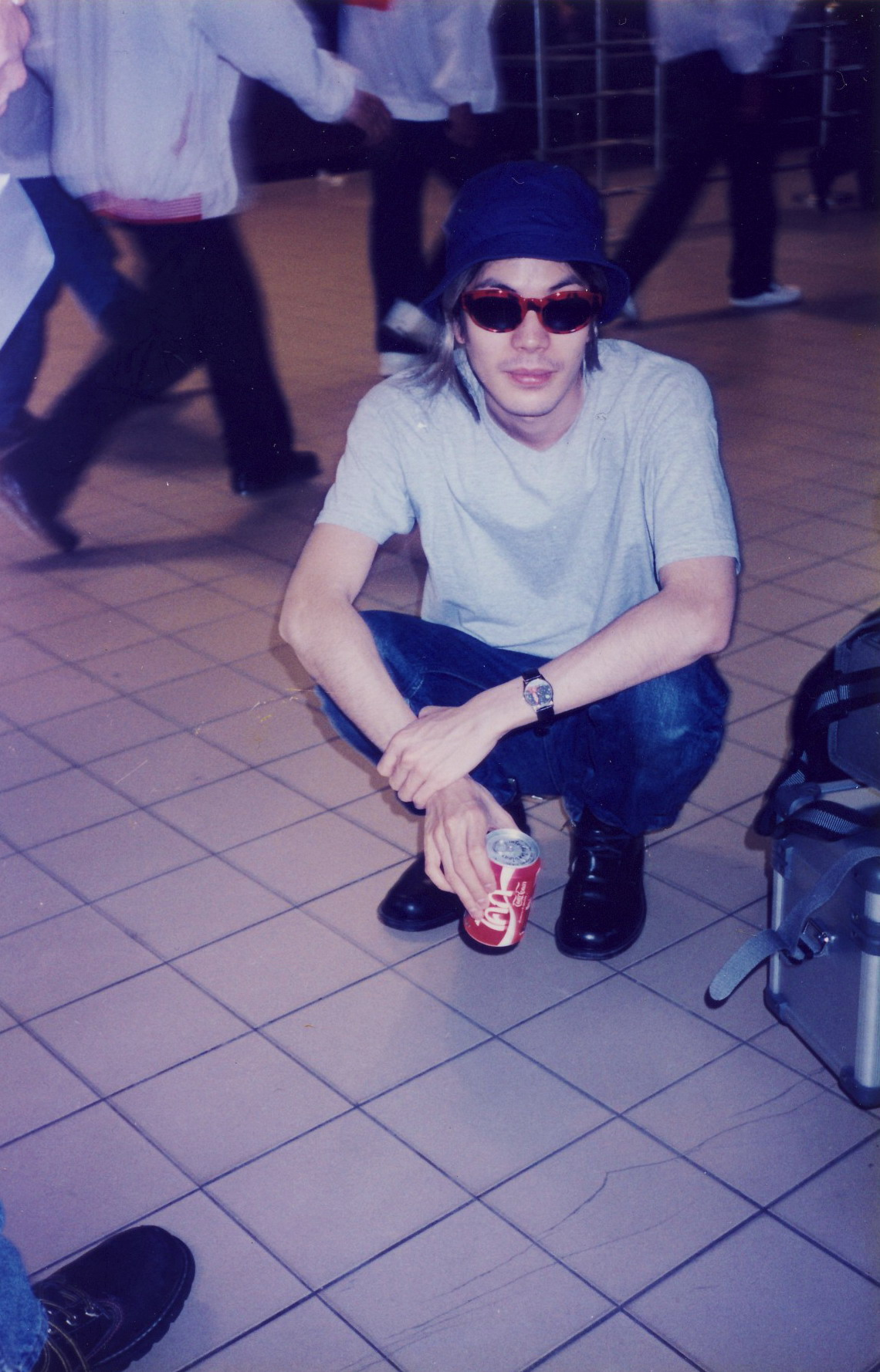
Джеймс Іга, Бангкок, Таїланд

В 1987 Джеймс Іга, гітарист групи Snake Train, познайомився з Біллі Корганом через спільного знайомого. Біллі вже тоді всім говорив, що у нього є група The Smashing Pumpkins, але з Іга вони вирішили дійсно її створити. В The Smashing Pumpkins Джеймс Іга грав аж до розпаду 2000 року.
У Іга зав'язалися романтичні відносини з бас-гітаристкою Дарсі Рецкі, але пара розійшлася прямо перед виступом гурту на Reading Festival в 1992. Деякий час вони ворогували, але пізніше ворожнеча переросла в дружбу та Джеймс відгукувався про неї, як про найкращого друга.
Іга написав та виконав кілька пісень The Smashing Pumpkins: «Blew Away»На Pisces Iscariot, «Bugg Superstar» на Vieuphoria, «Take Me Down» на Mellon Collie and the Infinite Sadness,«...Said Sadly», «Believe», «The Boy», і«The Bells» на The Aeroplane Flies High, «Summer» на синглі «Perfect» та «Go» на Machina II/The Friends & Enemies of Modern Music. Разом з Корганом вони написали «I Am One» на Gish (відеогра), «Soma» та «Mayonaise» на Siamese Dream, «Plume» на Pisces Iscariot та «Farewell and Goodnight» на Mellon Collie and the Infinite Sadness. Іга також співав у кавер-версіях пісень «A Night Like This» гурту The Cure і «Terrapin» Сіда Баррета. Будучи в The Smashing Pumpkins, він також брав участь у записах гуртів Ivy та The Sounds.
Незважаючи на те, що Іга грав на п'яти альбомах The Smashing Pumpkins, Корган згодом принизив його заслуги, сказавши, що 97 % всіх справ виконував він і барабанщик Джиммі Чемберлін.
Іга вважався «самим тихим» учасником гурту, проте він дуже любив імпровізовані жарти. Його улюбленою фразою були рядки з пісні Bon Jovi «Wanted Dead or Alive»: I've seen a million faces, and I've rocked them all (Я бачив мільйони і я всіх поставив на вуха).
В 1998 вийшов його перший відносно успішний сольний альбом Let It Come Down, його єдиний сольний проект на сьогоднішній день. На пісню «Be Strong Now» був знятий відеокліп. Також був випущений сингл на чотири композиції.
Джеймс не бере участь у відновленні The Smashing Pumpkins. З Корганом вони не спілкуються вже кілька років.

## Обладнання

### Гітари
- Fender Jazzmaster (відеокліп Zero)
- 1980s Les Paul Custom
- 1984 Ebony Gibson Les Paul Custom
- Gibson Flying V
- Gibson SG-Custom (1980s)
- Gibson SG Les Paul Custom 30th Anniversary (1991)
- Rickenbacker 360
- Fender Bronco
- Fender Telecaster
- 1960s Teisco K2L (відеокліп Rocket)

### Підсилювачі
- Fender Twin Reverb Amp
- Marshall JMP-1 Pre-Amp
- Mesa-Boogie Tri-Axis
- Orange Overdrive 120 Head & Cab

### Ефекти
- DigiTech DHP-55 Harmony Processor
- DigiTech GSP2101 Effects Processor
- EBow
- Electro Harmonix Electric Mistress (18v Version)
- Electro Harmonix Deluxe Memory Man
- Electro Harmonix Small Stone Phaser
- Eventide H3000 Harmonizer
- SustainPunch Creamy Dreamer Pedal

### Інше
- DR Hi-Beam Nickel-Plated Strings
- Jim Dunlop 1.0 millimeter tortex pics
- Pedal-cast Extender (нім.)